# Leucopholis mirabilis
Leucopholis mirabilis är en skalbaggsart som beskrevs av Moser 1908. Leucopholis mirabilis ingår i släktet Leucopholis och familjen Melolonthidae. Inga underarter finns listade i Catalogue of Life.